# Лутма, Иоганнес
Иоганнес, или Ян Лутма Старший (нидерл. Johannes, Janus Lutma; Эмден, Нижняя Саксония, ок. 1584 — январь 1669, Амстердам) — голландский ювелир, серебряных и золотых дел мастер, «златокузнец» (нем. Goldschmied), художник-медальер.

## Биография

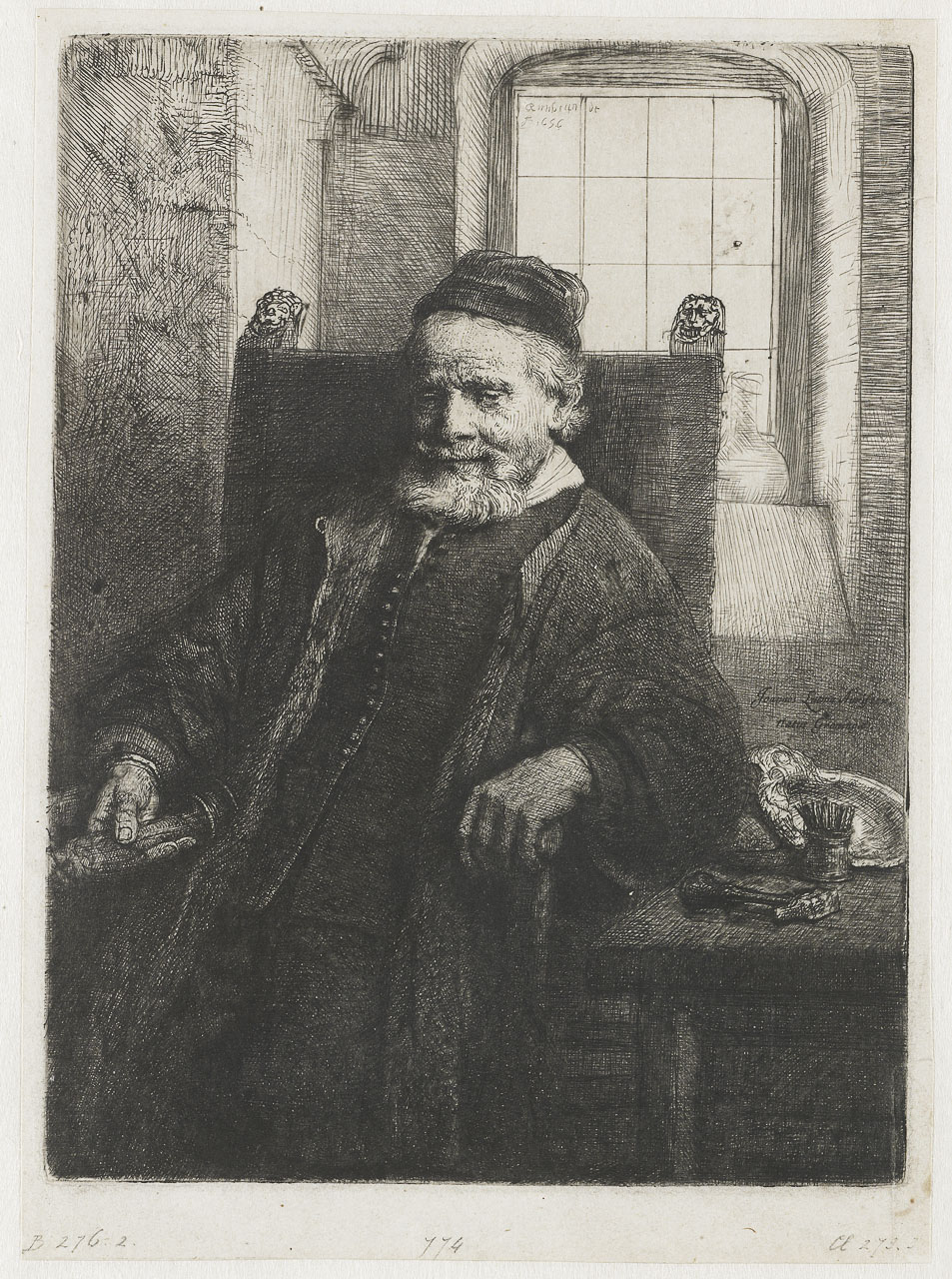
Рембрандт. Портрет Иоганнеса Лутмы. 1656. Офорт

Иоганнес Лутма был учеником Паулюса ван Вианена, младшего брата более знаменитого Адама ван Вианена, изобретателя орнаментального мотива ормушля.
Лутма также был известен изделиями из серебра с мотивами кнорпельверка и ормушля. С 1615 года он жил и работал в Париже, в 1621 году переехал в Амстердам, где 31 марта 1623 года обручился с Майкен Рулантс (позднее, 18 мая 1638 года он женился на Саре де Бие).
Он был другом Рембрандта, который позже написал его портрет. Как архитектор Лутма наиболее известен хором в Новой церкви (Nieuwe Kerk) Амстердама. Некоторые рисунки Лутмы были позднее опубликованы в четырёх сериях гравюр, в основном его сыновьями Якобом и Иоганнесом (Яном) Лутмой Младшим. Отец и сыновья разработали особую технику пунктирной гравировки изделий из металла с помощью пробойника и молотка. В коллекции Рейксмюсеума в Амстердаме имеется несколько работ Иоганнеса Лутмы: две серебряные солонки, частично позолоченные, серебряная чаша для питья, а также серебряные кувшин и чаша с мотивами морского декора.
В районе Амстердама Де Пейп, а также в Схонховене есть улицы, названные в честь мастера.
Один из сыновей Лутмы Старшего, Якоб Лутма (? — 1654), был художником-гравёром. Более знаменит другой сын — Иоганнес, или Ян Лутма Младший (1624—1685) — рисовальщик-орнаменталист, гравёр, медальер, златокузнец. Он работал в Амстердаме в своеобразном стиле фламандского барокко, «использовал в ренессансных по форме изделиях — кувшинах, лоханях, блюдах, типичные для этого стиля мотивы бандельверка, кнорпеля, ормушля, разработанные братьями Вианен, Корнелисом Флорисом и Г. Экхаутом».
Рисунки и изделия из металла мастеров семьи Лутма оказали значительное воздействие на искусство орнаментального рисунка и гравюры, а также работу ювелиров стран Северной Европы XVII—XVIII веков.

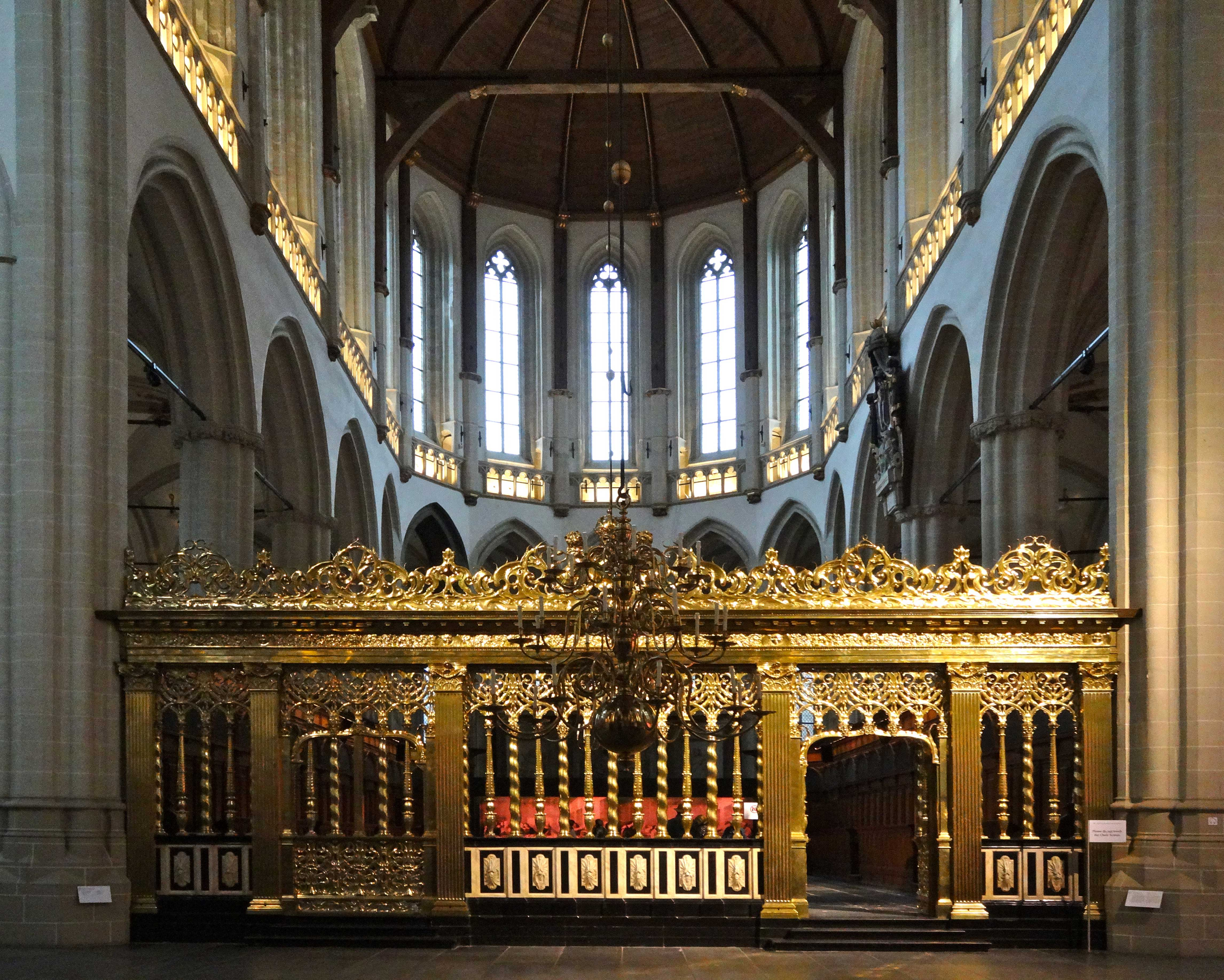
Хор Новой церкви в Амстердаме
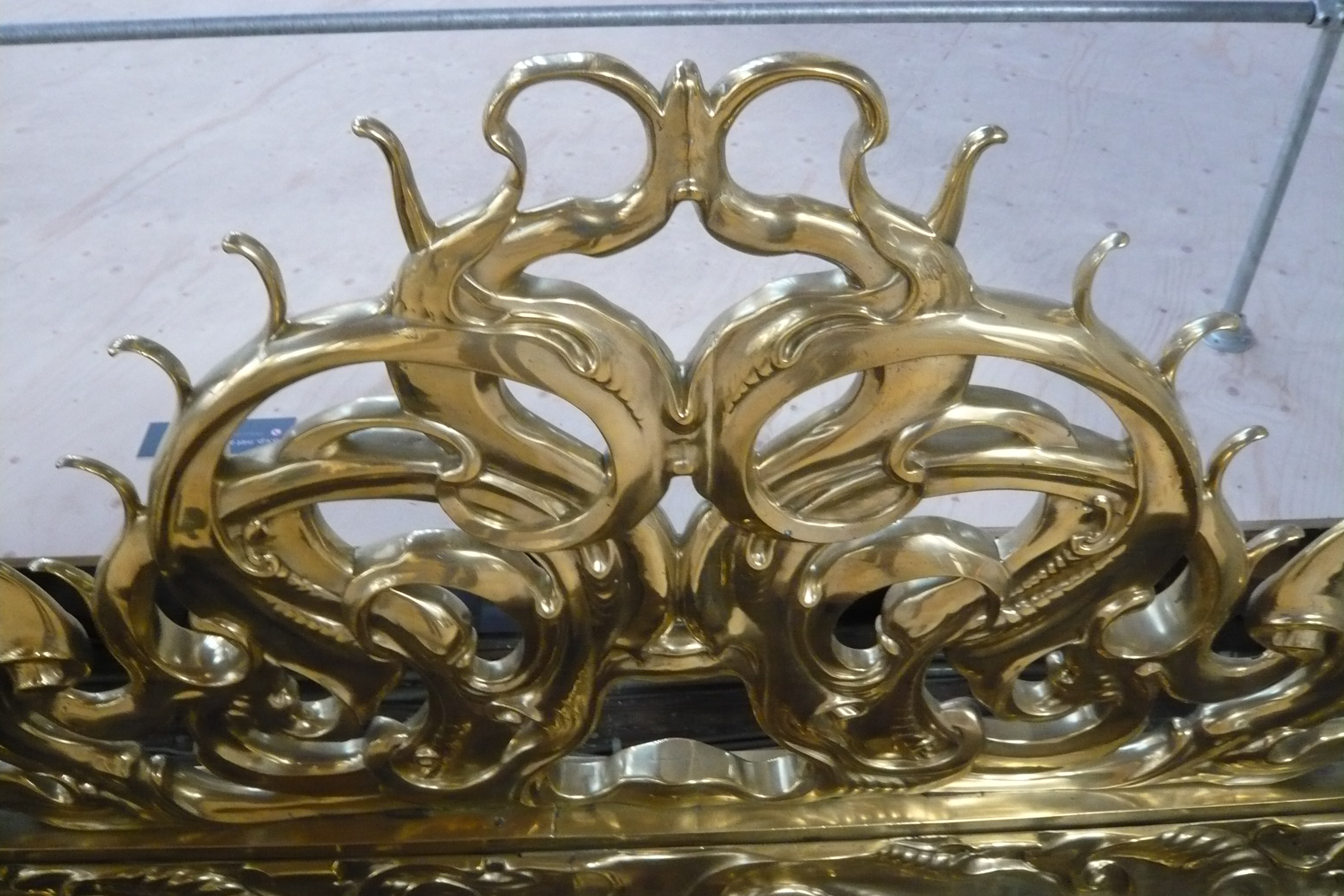
Хор Новой церкви. Деталь навершия
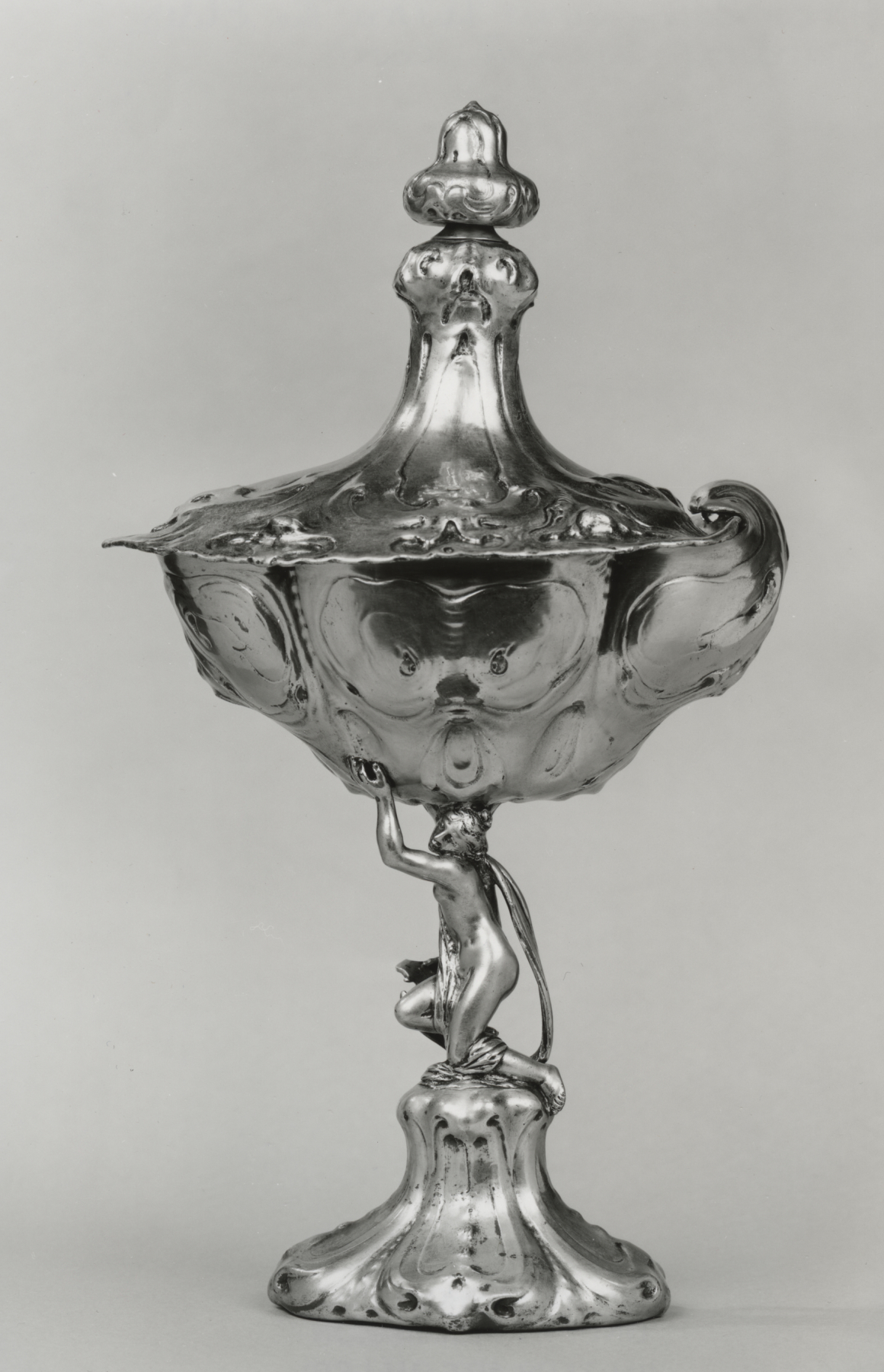
Кубок. 1639. Серебро. Художественный музей Уолтерса, Балтимор
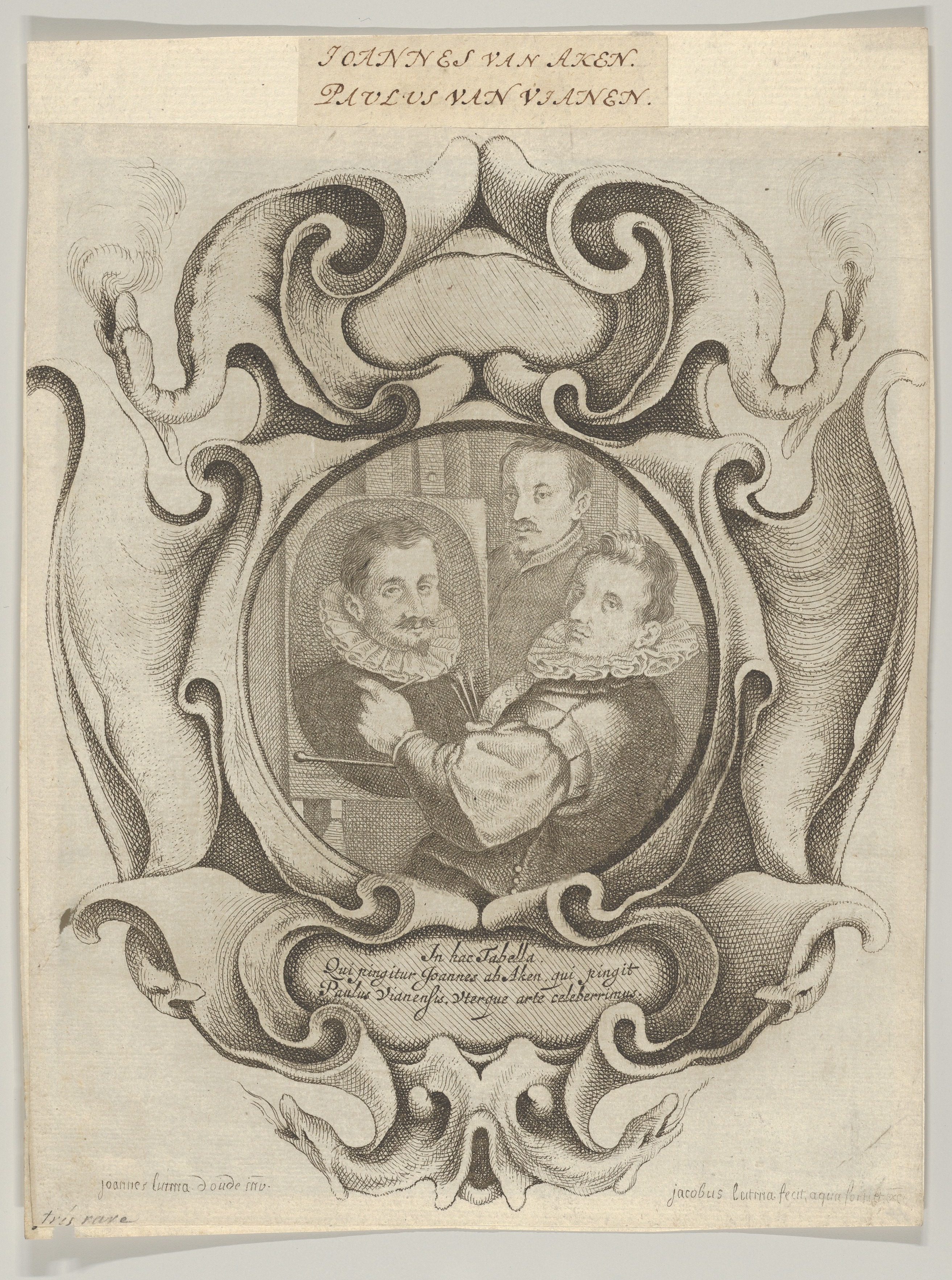
Картуш типа «ормушль» с портретами художников Ханса фон Аахена, Пауля ван Вианена и Адриана де Вриса
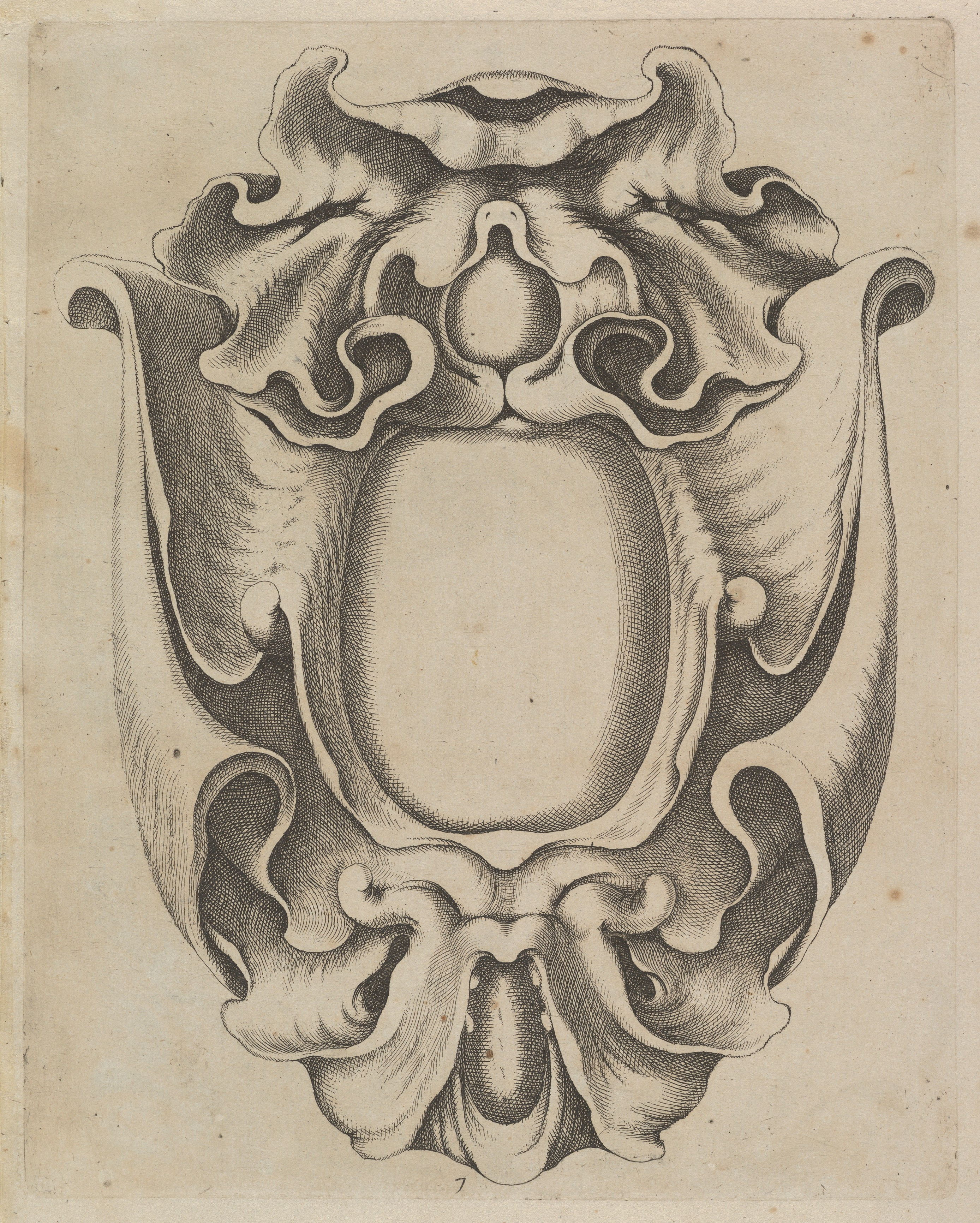
Картуш в стиле «ормушль». 1654–1678
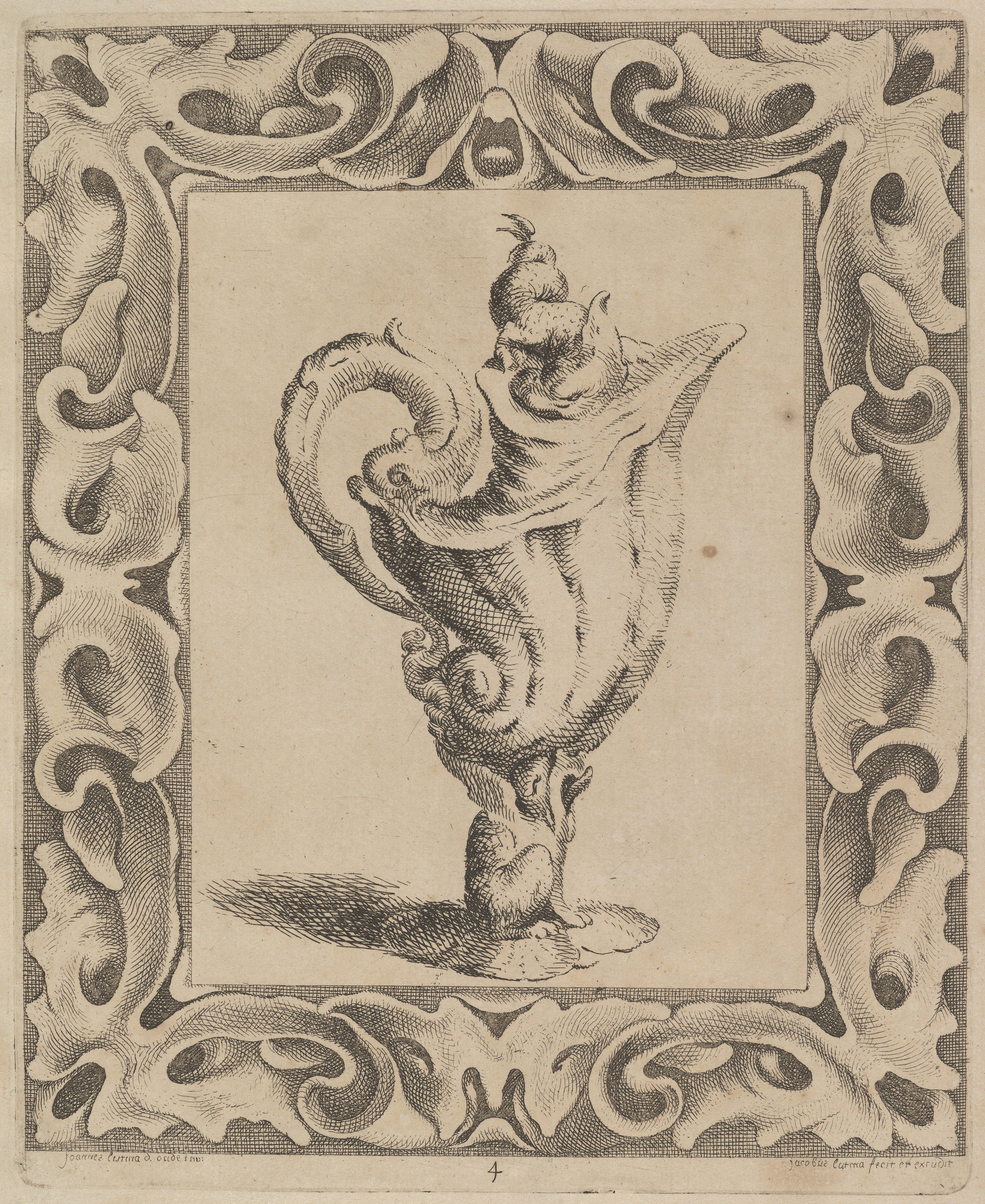
Лист из «Пособия для мастеров, скульпторов, камнерезов…». 1654–1678. Офорт
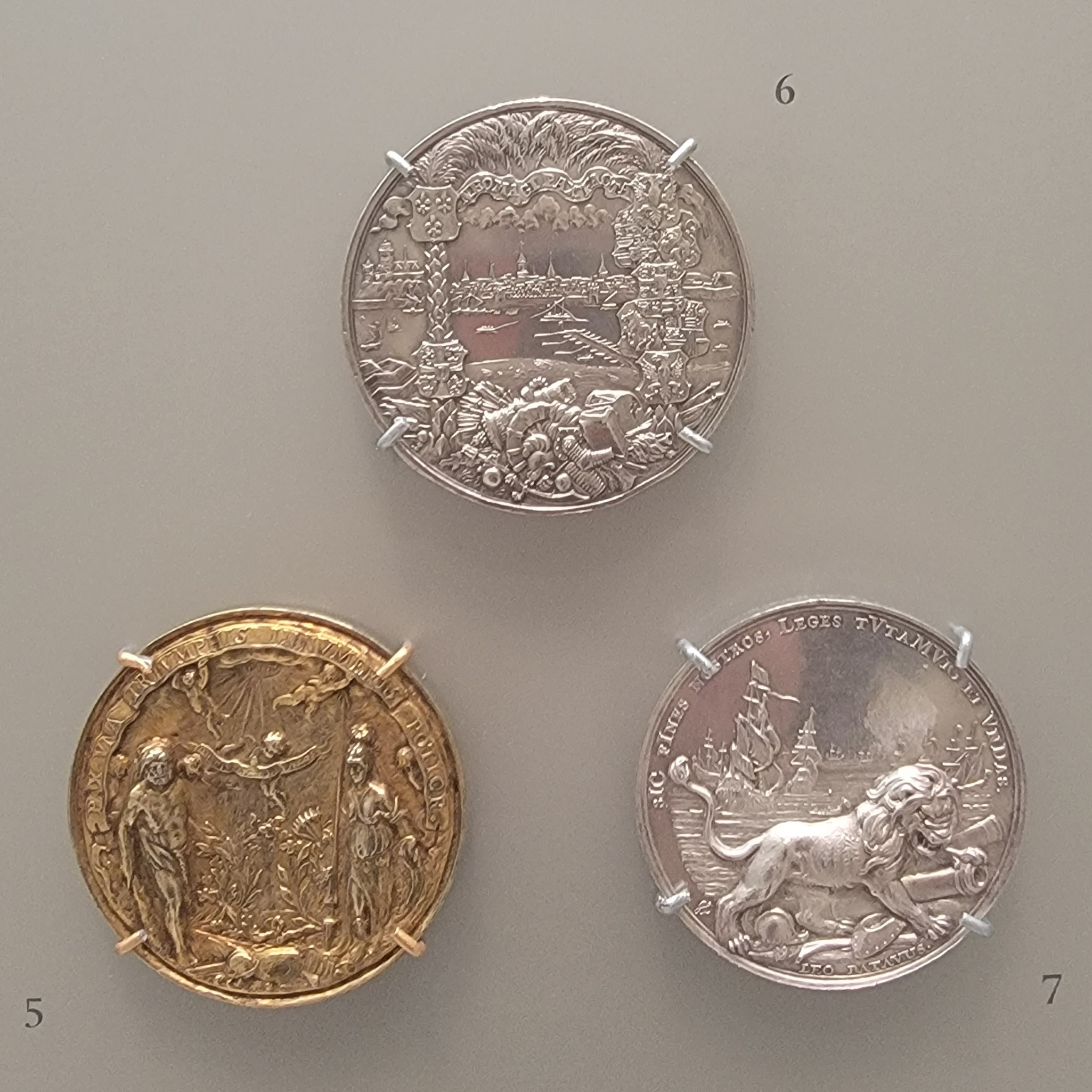
Медали. 1648—1679. Серебро
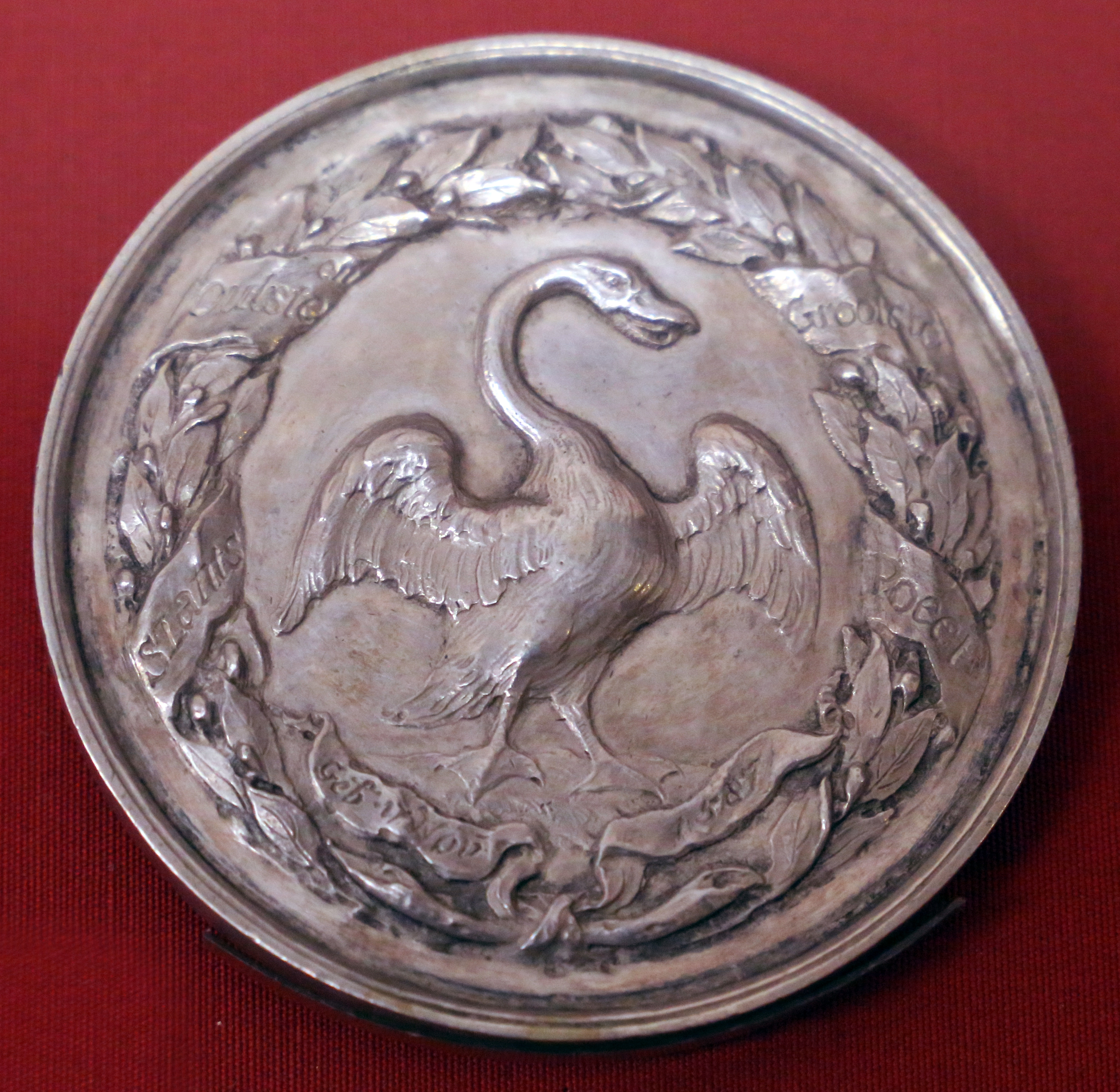
Медаль на смерть Йоста ван ден Вондела. 1679